# Văn Hải (xã)
Văn Hải là một xã thuộc huyện Kim Sơn, tỉnh Ninh Bình, Việt Nam.

## Địa lý
Xã Văn Hải nằm ở phía nam huyện Kim Sơn, cách trung tâm thành phố Hoa Lư 38 km, có vị trí địa lý:
- Phía đông giáp thị trấn Phát Diệm
- Phía tây giáp tỉnh Thanh Hóa
- Phía nam giáp xã Kim Mỹ và xã Kim Tân
- Phía bắc giáp xã Định Hóa.

Xã Văn Hải có diện tích 6,64 km², dân số năm 2022 là 9.041 người, mật độ dân số đạt 1.361 người/km².
Đây là một xã thuộc vùng khai hoang lấn biển. Được hình thành từ các luồng dân di cư đến vùng kinh tế mới những năm thế kỷ 20. Xã này có quốc lộ 12B (tỉnh lộ 481 cũ) nối từ Quốc lộ 10 tại cầu Tuy Lộc qua Yên Lộc – Định Hóa – Văn Hải – Cồn Thoi – Bình Minh – Kim Đông tới Đê Bình Minh 2.

## Kinh tế
Chợ Văn Hải tại óm Bắc Cường là một trong 11 chợ trên địa bàn Kim Sơn trong danh sách các chợ loại 1, 2, 3 ở Ninh Bình.
Hiện Ninh Bình đang có dự kiến thành lập khu kinh tế mở Kim Sơn tại vùng biển bãi ngang - cồn nổi và 7 xã ven biển Kim Sơn, trong đó có Văn Hải.

## Văn hóa
Nhà thờ Giáo xứ Văn Hải thuộc giáo phận Phát Diệm nằm trên địa bàn xóm Bắc Cường xã.